# 브라질 해류

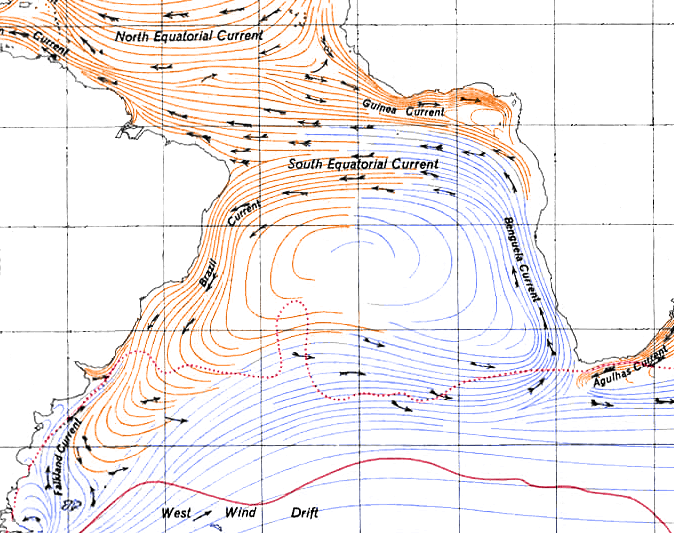
브라질 해류를 나타낸 지도.

브라질 해류는 브라질의 동남쪽 해안을 따라 라플라타강 입구 방향으로 흐르는 온수성 해류이다. 대서양의 남적도 해류의 일부이며, 남아메리카 방향으로 흐른다. 멕시코 만류와 마찬가지로 서안 경계류에 속하며, 상당히 앝고 약한 특징이 있다. 서풍 해류를 따라 적도 이남의 바다를 순환하다 포클랜드 해류에 합류하게 된다.